# توفيق عبد الحي
توفيق عبد الحي ، أُطلق عليه لقب «المليونير الهارب»، رجل أعمال مصري من أعضاء التنظيم الطليعي  هرب عام 1982م إثر فضيحة استيراد 1426 طنا من الدجاج الفاسد وبيعها للمصريين بجانب 25 قضية نصب واحتيال وإصدار شيكات بدون رصيد بعد أن حصل علي 45 مليون دولاراً من ثلاثة بنوك كبري بلا أي ضمانات أو مستندات وعندما استدعته النيابة اكتشفت هروبه إلي سويسرا ثم كشفت التحقيقات أنه كان على صلة ببعض كبار المسئولين بالدولة مما فسّر حصوله علي 11 مليون جنيه من بنك قناة السويس الذي كان يدخل ضمن نفوذ عثمان أحمد عثمان. حصل علي أحكام بالبراءة في القضايا المرفوعة ضده.

## خروجه من مصر
عقب خروجه من مصر،  أشارت الصحف القومية وقتها أن عثمان أحمد عثمان ساعده في الهرب عن طريق تقديم خطاب ضمان لوزارة الداخلية مقابل السماح له بالخروج. نفي توفيق عبد الحي هذا وأشار إلى أن وزارة الداخلية كذبت الخبر في نفس الصحف القومية بأنه خرج من المطار بجواز سفر وبطريقة رسمية، وأن عثمان أحمد عثمان ليس له علاقه بخروجه من مصر، وأنه ليس مطلوبا في قضايا حتي يتم منعه من السفر.
قبل خروجه من مصر كانت هناك حملات منظمة على منافذ البيع الخاصة بشركاته بجميع المحافظات في شهر نوفمبر عام 1981م، ولكنهم لم يضبطوا أي شيء مخالف. ثم بدأت الجرائد تهاجمه، إلى أن تلقى تحذيرا من أحد المسؤولين على أنه سيتم طلبه للتحقيق في اليوم التالي، وفي مساء نفس اليوم من شهر مايو 1982م، توجهه إلى لندن بدون تأشيرة دخول، وكانت له علاقة قوية بأحد أعضاء مجلس العموم، الذي سهّل له الحصول على تأشيرات الدخول بعد 15 دقيقة، وبعد خروجه بيوم واحد صدر قرار المدعي الاشتراكي بمنعه من السفر إلى الخارج.
تبادل عبد الحى والمستشار حسنى عبد الحميد مساعد المدعى العام الاشتراكى الكثير من الاتهامات، حيث جمعت بينهم مكالمة مباشرة على الهواء حيث تبادل كل منهما الاتهامات والتجاوزات للآخر وطالب المستشار على الهواء بإعدام عبد الحى رميا بالرصاص لأنه كاد يتسبب في وفاة عدد كبير من المصريين.

## براءة
حصل توفيق عبد الحي علي أحكام بالبراءة في القضايا المرفوعة ضده وتقدم بطلب رفع اسمه من قوائم ترقب الوصول وتم بالفعل رفعه، ودخل مصر بطريقه عادية وقام بإنهاء إجراءات الدخول دون استدعائه من أي جهة قانونية.
كما كشف عن أن حسني مبارك نائب الرئيس السادات وقتها، هو الذي صدق علي طلبه بالحصول علي قرض من بنك التسليف الزراعي.

## أزمة لوكيربي
عن تدخل توفيق عبد الحي في أزمة لوكيربي (بان أم الرحلة 103) واتهام البعض له بالتدخل من أجل الحصول علي سمسرة، قال أنه كان وقت الأزمة مستشاراً للرئيس الروسي ووجد فرصة لإصلاح الموقف الليبي، فقام بالاتصال بالجانب الليبي وتم الصلح علي المذكرة التي قام بوضعها بخط يده، ولم يتقاضي شيئاً عن هذه الوساطة، وأن السفارة الليبية بالقاهرة أكدت كلامه ووزارة الخارجية المصرية، بعدما اتهمه البعض بأنه حصل علي 80 مليون جنيه نظير التدخل لحل تلك الازمة.